# Haven Bank
Haven Bank – osada w Anglii, w hrabstwie Lincolnshire, w dystrykcie East Lindsey, w civil parish Wildmore. Leży 12 km od miasta Boston. W 1881 roku civil parish liczyła 29 mieszkańców.